# Вавилово (Башкортостан)
Вавилово (баш. Вавилов) — деревня в Уфимском районе Республики Башкортостан Российской Федерации. Входит в состав Михайловского сельсовета.

## География

### Географическое положение
Расстояние до:
- районного центра (Уфа): 12 км,
- центра сельсовета (Михайловка): 4 км,
- ближайшей ж/д станции (Уфа): 12 км.

## Население
| 2002 | 2009 | 2010 |
| ---- | ---- | ---- |
| 197  | ↘193 | ↗231 |

Национальный состав
Согласно переписи 2002 года, преобладающая национальность — русские (81 %).
Согласно переписи 2020 года, преобладающая национальность — башкиры (10,6 %), татары (4 %), русские (3,6 %), нет сведений о национальной принадлежности (82,4 %).

## Религия
В деревне ведётся строительство армянской апостольской церкви.